# آلفين سوندرز
آلفين سوندرز (بالإنجليزية: Alvin Saunders)‏ هو سياسي أمريكي، ولد في 12 يوليو 1817 بمقاطعة فليمنغ في الولايات المتحدة، وتوفي في 1 نوفمبر 1899 في نفس البلد. حزبياً، نشط في الحزب الجمهوري. وقد انتخب عضو مجلس ولاية آيوا وانتخب عضو مجلس الشيوخ الأمريكي.